# Discrete wiskunde
Discrete wiskunde is de studie van wiskundige structuren die fundamenteel discreet zijn, dat wil zeggen dat er gehele, los van elkaar staande zaken bekeken worden. Hiermee onderscheidt de discrete wiskunde zich van de continue wiskunde, zoals analyse. De meeste objecten die bestudeerd worden binnen de discrete wiskunde zijn aftelbare verzamelingen, zoals de natuurlijke getallen. 
De afgelopen decennia is de discrete wiskunde vooral opgekomen binnen de informatica omdat onderwerpen uit de discrete wiskunde en de daarbij behorende notaties erg nuttig zijn om zaken en concepten uit te drukken met betrekking tot computeralgoritmes en programmeertalen. Daarom wordt in de meeste informaticaopleidingen ook de nodige aandacht besteed aan discrete wiskunde.
Onderwerpen die onder de discrete wiskunde vallen zijn:
- algoritmen
- berekenbaarheid en computationele complexiteitstheorie
- combinatoriek
- differentievergelijkingen
- elementaire getaltheorie
- grafentheorie
- informatietheorie
- ordetheorie
- wiskundige logica

De discrete wiskunde vindt onder andere toepassingen binnen: speltheorie, markovketens, topologie, lineair programmeren, coderingstheorie, cryptografie, waaronder cryptoanalyse. De onderdelen van de wiskunde, waarin de gebruikte variabelen zowel discreet als continu kunnen zijn, zoals bij de kansrekening het geval is, worden niet als een onderdeel van de discrete wiskunde aangemerkt.